# Mercury (Satellit)

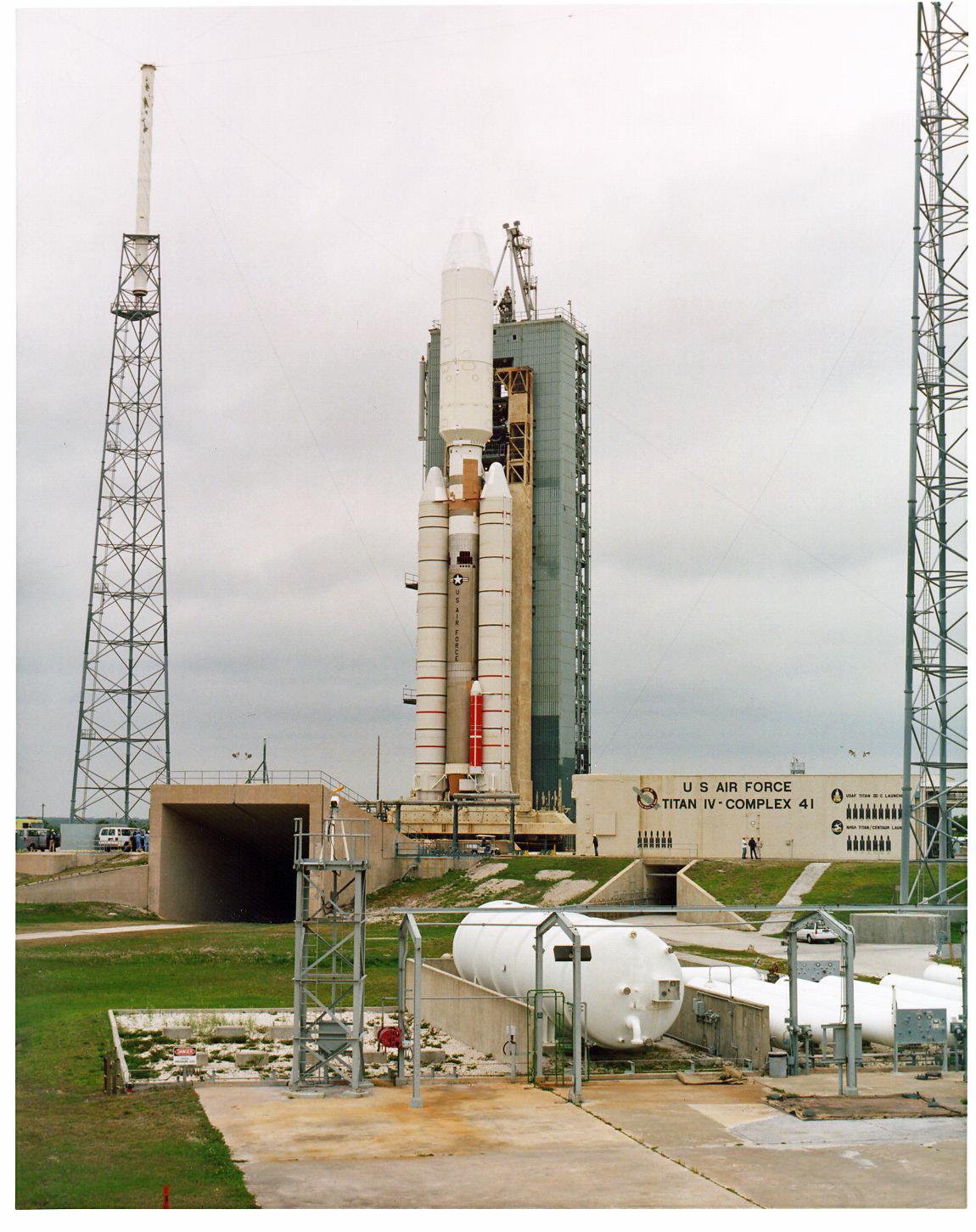
Titan-IV-Trägerrakete mit Mercury 15 vor dem Start

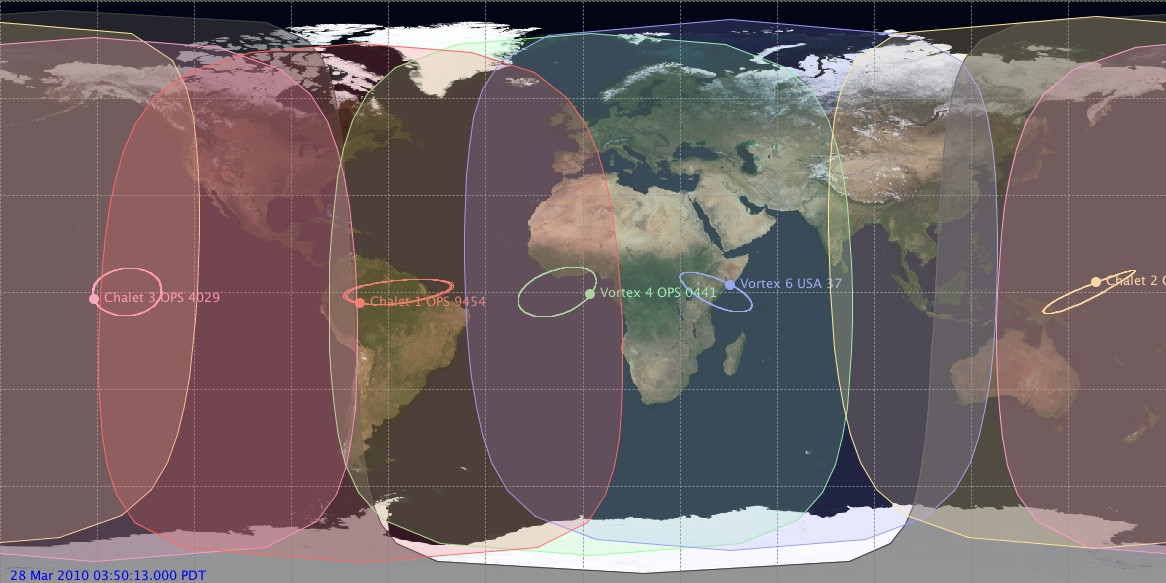
Ausleuchtungszonen der Vortex/Chalet-Satelliten

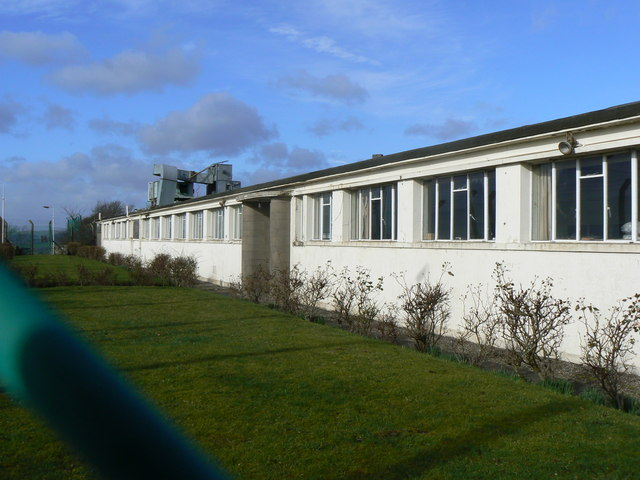
Die ehemalige Bodenstation Hawklaw Y Station für Mercury-Satelliten in Großbritannien

Die Satelliten der Mercury-Reihe (zuvor bekannt als Chalet und Vortex bzw. Advanced Vortex, auch AFP-366) sind Berichten zufolge US-amerikanische Aufklärungssatelliten, welche vom National Reconnaissance Office mit Beteiligung der National Security Agency und der US Air Force betrieben wurden.

## Geschichte

### Chalet / Vortex / Mercury (1. Generation)
Die Mercury-Satelliten der ersten Generation, zuvor auch Chalet und Vortex genannt, waren die Nachfolger der Canyon-Satelliten und Teil des Program A des NRO. Sie setzten die Nummerierung der Canyon-Satelliten fort, wodurch nach dem siebten und letzten Canyon-Satellit schließlich Chalet 8 im Juni 1978 gestartet wurde. Die zu Beginn als Chalet bezeichneten Satelliten wurden im Jahr 1979 in Vortex umbenannt, nachdem der Deckname in einem Artikel der New York Times an die Öffentlichkeit geriet. Im Jahr 1987 wurde der Name Vortex ebenfalls öffentlich bekannt, weshalb die Satelliten die neue Bezeichnung Mercury erhielten.
Die Satelliten arbeiteten in nahezu geosynchronen Umlaufbahnen mit SIGINT, COMINT und ELINT, um fremde Kommunikationsübertragungen mithilfe von Fernmeldeaufklärung zu detektieren und abzufangen. Des Weiteren konnten sie Telemetriedaten von feindlichen Raketen empfangen. Hierfür besaßen sie eine Antennenschüssel mit etwa 38 m Durchmesser. Sie waren dreiachsenstabilisiert und wogen etwa 1800 kg. Trotz ihrer ursprünglichen geplanten Lebensdauer von 5 bis 7 Jahren waren die Satelliten deutlich länger in Betrieb. Mercury 10 arbeitete über 25 Jahre.
Die 6 Satelliten wurden zwischen 1978 und 1989 von Titan-III-Trägerraketen von der Cape Canaveral Air Force Station direkt in nahezu geosynchrone Umlaufbahnen gebracht, weswegen keine zusätzliche Zündung des Bordmotors erforderlich war. Mercury 12, der fünfte Satellit, erreichte am 2. September 1988 aufgrund einer Fehlfunktion der Transtage-Oberstufe nicht seine geplante Umlaufbahn und verblieb in einem unbrauchbaren Orbit.

### Advanced Vortex / Mercury (2. Generation)
Die auch als Advanced Vortex bezeichneten Satelliten der 2. Mercury-Generation wurden von 1994 bis 1998 gestartet und lösten die Vortex/Mercury-Satelliten der 1. Generation ab. Sie wurden von der McDonnell Aircraft Corporation oder von Hughes hergestellt und kosteten jeweils etwa eine Milliarde US-Dollar. Sie besaßen wie ihre Vorgänger die Aufgabe, fremde Datenübertragungen abzufangen und waren ebenfalls in der Lage, Telemetrie-Übertragungen von Raketen abzuhören. Sofern ein Radiosignal von zwei Satelliten gleichzeitig empfangen wurde, so waren die Satelliten in der Lage, die genaue Position des Senders zu bestimmen. Hierfür waren sie mit Parabolantennen mit Durchmessern von über 100 Metern ausgerüstet. Sie waren ebenfalls dreiachsenstabilisiert und wogen etwa 4500 kg. Als Bodenstation diente unter anderem die RAF Menwith Hill Station in England. Anders als die Satelliten der ersten Generation arbeiteten sie aus genauen geosynchronen Umlaufbahnen und wurden ebenfalls von der Raketenoberstufe direkt in ihren Zielorbit gebracht.
Mercury 14 bis 16 wurden zwischen 1994 und 1998 auf Titan-IV-Trägerraketen von der CCAFS gestartet, jedoch ging Mercury 16, der letzte Satellit, bei einem Raketenfehlstart verloren. Am 12. August 1998 explodierte die Titan-Rakete 40 Sekunden nach dem Start, nachdem ein Kurzschluss im Leitsystem den Bordcomputer neu startete, weswegen die Rakete ein starkes Neigmanöver durchführte. Daraufhin trennte sich einer der Feststoffbooster zu früh und zerstörte sich kurz darauf selbst, wodurch die Erststufe der Rakete schwer beschädigt wurde und der zweite Booster ebenfalls explodierte. Vier Sekunden später gab die Flugkontrolle den Befehl der kontrollieren Selbstzerstörung.
Mit dem Start des fünften Orion-Satelliten im Jahr 2003 wurden die COMINT-Aufgaben der Mercury-Satelliten an die Satelliten der Orion-Reihe abgegeben.

## Weitere Satelliten
Am 10. April 2014 wurde der geheime Aufklärungssatellit USA-250 unter der Missionsbezeichnung NROL-67 in eine geostationäre Umlaufbahn gebracht. Er besitzt wie die Advanced-Vortex-Satelliten eine große Antenne, wiegt zwischen 3400 und 3850 kg und ist dreiachsenstabilisiert. Es wird vermutet, es könne sich hierbei um einen Nachfolger der Advanced-Vortex-Satelliten handeln. Es ist jedoch auch möglich, dass es sich um einen Nachfolger der Orion- oder Trumpet-FO-Satelliten handelt.

## Liste der Satelliten
| Name          | andere Bezeichnungen               | Startdatum (UTC)        | Trägerrakete           | Startplatz    | Orbit                                        | NSSDC ID      | Bemerkungen                                                                  |
| 1. Generation | 1. Generation                      | 1. Generation           | 1. Generation          | 1. Generation | 1. Generation                                | 1. Generation | 1. Generation                                                                |
| ------------- | ---------------------------------- | ----------------------- | ---------------------- | ------------- | -------------------------------------------- | ------------- | ---------------------------------------------------------------------------- |
| Vortex 8      | Chalet 8, OPS-9454                 | 10. Juni 1978 19:08     | Titan-3(23)C           | CCAFS, LC-40  | 29.588 × 42.080 km, 9,0°, 1.438,1 min        | 1978-058A     |                                                                              |
| Vortex 9      | Chalet 9, OPS-1948                 | 1. Oktober 1979 11:22   | Titan-3(23)C           | CCAFS, LC-40  | 30.356 × 41.259 km, 5,6°, 1.436,8 min        | 1979-086A     |                                                                              |
| Mercury 10    | Vortex 10, Chalet 10, OPS-4029     | 31. Oktober 1981 09:22  | Titan-3(23)C           | CCAFS, LC-40  | 32.118 × 39.494 km, 6,6°, 1.436,7 min        | 1981-107A     |                                                                              |
| Mercury 11    | Vortex 11, Chalet 11, OPS-0441     | 31. Januar 1984 03:08   | Titan-34D/Transtage    | CCAFS, LC-40  | 31.570 × 40.041 km, 6,3°, 1.436,7 min        | 1984-009A     |                                                                              |
| Mercury 12    | Vortex 12, Chalet 12, USA 31       | 2. September 1988 12:05 | Titan-34D/Transtage    | CCAFS, LC-40  | -                                            | 1988-077A     | Fehlfunktion der Oberstufe lässt Satellit in unbrauchbarem Orbit verbleiben. |
| Mercury 13    | Vortex 13, Chalet 13, USA 37       | 10. Mai 1989 19:47      | Titan-34D/Transtage    | CCAFS, LC-40  | 31.814 × 39.775 km, 7,8°, 1.436,1 min        | 1989-035A     |                                                                              |
| 2. Generation |                                    |                         |                        |               |                                              |               |                                                                              |
| Mercury 14    | Advanced Vortex 1, USA 105         | 27. August 1994 08:58   | Titan-4(01)A/Centaur-T | CCAFS, LC-41  | 35.649 × 35.940 km, 12,5°, 1.436,1 min (GEO) | 1994-054A     |                                                                              |
| Mercury 15    | Advanced Vortex 2, USA 118         | 24. April 1996 23:37    | Titan-4(01)A/Centaur-T | CCAFS, LC-41  | 34.278 × 37.311 km, 8,6°, 1.436,1 min (GEO)  | 1996-026A     |                                                                              |
| Mercury 16    | Advanced Vortex 3, NROL-7 (Elwood) | 12. August 1998 11:30   | Titan-4(01)A/Centaur-T | CCAFS, LC-41  | -                                            | 1998-F02      | Satellit bei Explosion der Trägerrakete zerstört                             |